# Лейко Сергій Ілліч
Лейко Сергій Ілліч (*29 липня 1959  — †6 травня 1995) — київський кримінальний авторитет («Лійка»).

## Життєпис
Народився 29 липня 1959 року в Шостці Сумської області. Кандидат у майстри спорту з боксу, двічі судимий — за зґвалтування і хуліганство. Коли Лейко вийшов на виходу й повернувся до Шостки, там процвітав рекет, практично не залишалося вільних сфер для кримінальної активності.
Тоді він створив бригаду і зайнявся сутенерством. На початку 1990-х, коли кримінальний світ ще жив за злодійськими поняттями, стягування данини з дівчат легкої поведінки злодіями не віталося. Місцеві авторитети обурилися через порушення їхніх законів і 1993 року Лейку довелося покинути Шостку, переїхавши до Києва. У столиці він сподівався отримати підтримку друзів з тюремних часів. Вони допомогли Лійці познайомитись з Віктором Рибалком (Рибкою).
Сергій швидко зійшовся з Рибкою, незабаром Лійка став одним із трьох його заступників. Кримінальна імперія Рибалка контролювала похоронне бюро «Скорбота», спортклуб «Локомотив», спорткомплекс педагогічного університету, кафе «Львів», «Вінничанка», «Бурбон», ресторани «Верховина» і «Краків». Маючи потужну підтримку, Лійка вирішив поїхати до Шостки, щоб поквитатись із кривдниками.
1994 року у супроводі київських бандитів він поїхав до Шостки. На зустрічі зі старими «колегами» почалась стрілянина й двох київських дев'ятнадцятирічних «спортсменів» з ОЗГ Рибки було убито. Після інциденту Лійка більше не відвідував Шостку і зосередився на "роботі" в Києві.

### Київська кар'єра
«Кар'єрному» зростанню Лійки в Києві сприяла репутація неврівноваженого параноїка. Відвазі Лійки сприяло те, що він постійно вживав «екстазі». Спав він по 2—3 години і завжди виглядав свіжим, чого не можна було сказати про його охорону, яка при такому режимі роботи вибивалася з сил. Відпочити охоронцям Лійки вдавалося лише тоді, коли шеф брав в руки книжку — він читав багато і все підряд.
Випадки підтримати імідж психопата надавалися Лійці часто. Одного дня він відрізав по шматочку від кожного вуха заправнику з АЗС, який спробував його обрахувати. Іншого разу Лійка знаходився в одному з київських кафе з «колегами» і його сильно дратував відвідувач, що голосно говорив. Після того, як докучливий гість не відреагував на зауваження, оскаженілий Лейко мало не забив того стільцем до смерті.
Лійка не прощав образ навіть найближчим соратникам. Особливу образу він мав на Костянтина Власюка (Хромого) — «завідувача наркотичним сектором» в ОЗГ Рибки. Той відбив у Лійки першу дружину. У кримінальних кругах цю подію безпосередньо пов'язують з вибухом машини Хромого 1993 року, тоді бригадирові відірвало ногу, але він лишився живим. За деякий час невідомий плеснув кислотою в обличчя його дружини. 19 квітня 1995 року подружжя знайшли розстріляним у власному ліжку.
6 травня 1995 року Лейко був на ринку «Птичка» у київському районі Куренівка. Кілька працiвників СБУ з пістолетів відкрили по ньому вогонь. Охорона Лейка не встигла зрозуміти, що відбувається.
Похований у Києві на Совському кладовищі.